# Taeniopteryx caucasica
Taeniopteryx caucasica är en bäcksländeart som beskrevs av Zhiltzova 1981. Taeniopteryx caucasica ingår i släktet Taeniopteryx och familjen vingbandbäcksländor. Inga underarter finns listade i Catalogue of Life.